# Düm Tek Tek
Düm Tek Tek was een Turkse inzending voor het 54e Eurovisiesongfestival 2009. De zangeres Hadise Açikgoz is een geboren en getogen Vlaamse. Eva Jane, de dochter van Linda Williams die in 1981 deelnam aan het festival namens Nederland, deed de backing-vocals. De inzending haalde de finale als tweede met 172 punten en werd met 177 punten in de finale vierde. In het thuisland van Hadise behaalde de single de koppositie in de hitlijsten.